# Serafin (Dinkow)
Serafin, imię świeckie Dinko Żelazkow Dinkow (ur. 4 lipca 1974 w Zornicy) – bułgarski biskup prawosławny.

## Życiorys
Absolwent gimnazjum matematycznego w Jambole (1992) oraz studiów na Uniwersytecie Techniki Leśnej w Sofii, gdzie w 1997 uzyskał dyplom na kierunku architektura krajobrazu. W tym samym roku wstąpił jako posłusznik do monasteru św. Jerzego w Hadżidimowie (metropolia newrokopska). Między styczniem a wrześniem 1999 odbywał zasadniczą służbę wojskową. Rok po powrocie do monasteru, w 2000, złożył wieczyste śluby mnisze przed metropolitą newrokopskim Natanielem. Ten sam hierarcha 19 listopada 2000 wyświęcił go na hierodiakona, zaś 20 grudnia 2000 – na hieromnicha.
Służył w monasterze w Hadżidimowie, w 2006 otrzymał godność archimandryty. W 2008 został przeniesiony do Monasteru Rożeńskiego w charakterze jego przełożonego. Rok wcześniej ukończył studia teologiczne na Uniwersytecie w Sofii.
18 grudnia 2011 został wyświęcony na biskupa melnickiego, wikariusza metropolii newrokopskiej. Jego chirotonia odbyła się w soborze św. Aleksandra Newskiego w Sofii pod przewodnictwem metropolity newrokopskiego Nataniela, z udziałem pozostałych bułgarskich biskupów prawosławnych z wyjątkiem patriarchy Maksyma. Znany jest ze skrajnie konserwatywnych poglądów w sprawach religijnych, które zbliżają go do środowiska bułgarskich starokalendarzowców.
22 grudnia 2013 był jednym z dwóch kandydatów na metropolitę warneńskiego i wielkopresławskiego, jednak w głosowaniu Świętego Synodu Bułgarskiego Kościoła Prawosławnego przegrał z biskupem znepolskim Janem. Uzyskał trzy głosy; na biskupa Jana głosowało 9 hierarchów. 19 stycznia 2014 został wybrany na nowego metropolitę newrokopskiego. W pierwszej turze głosowania w Synodzie uzyskał sześć głosów – tyle samo, co biskup branicki Grzegorz. O jego wyborze zdecydował głos patriarchy Neofita.